# Union française

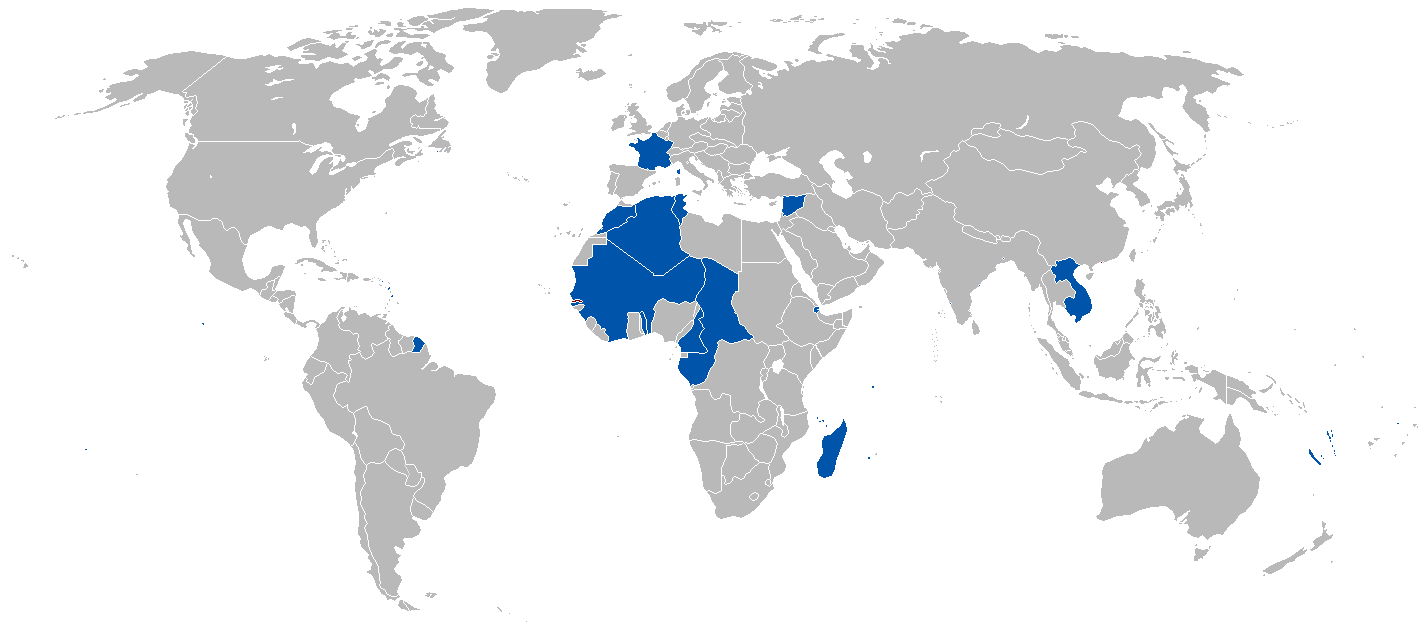
Het gebied van de Union Française

De Union française (Franse unie) werd op 27 oktober 1946 tegelijk met de Vierde Franse Republiek opgericht. De Union française moest het oude koloniale stelsel van Frankrijk (Empire français) vervangen. De Union française werd op 28 februari 1958, bij de oprichting van de Vijfde Franse Republiek opgevolgd door de Communauté française (Franse gemeenschap).
Het Britse Gemenebest diende als voorbeeld voor de Union française, en de president van Frankrijk was tevens president van de Union française. Frankrijk zou daarbij de gemeenschappelijke buitenlandse politiek, defensie, justitie en de valutapolitiek bepalen.
De Union française bestond uit Frankrijk, overzeese Franse departementen, mandaatgebieden, kolonies en protectoraten. De landen van Frans-Indochina verlieten de Union française in 1954, terwijl Marokko en Tunesië in 1956 onafhankelijk werden.